# 大隅半島

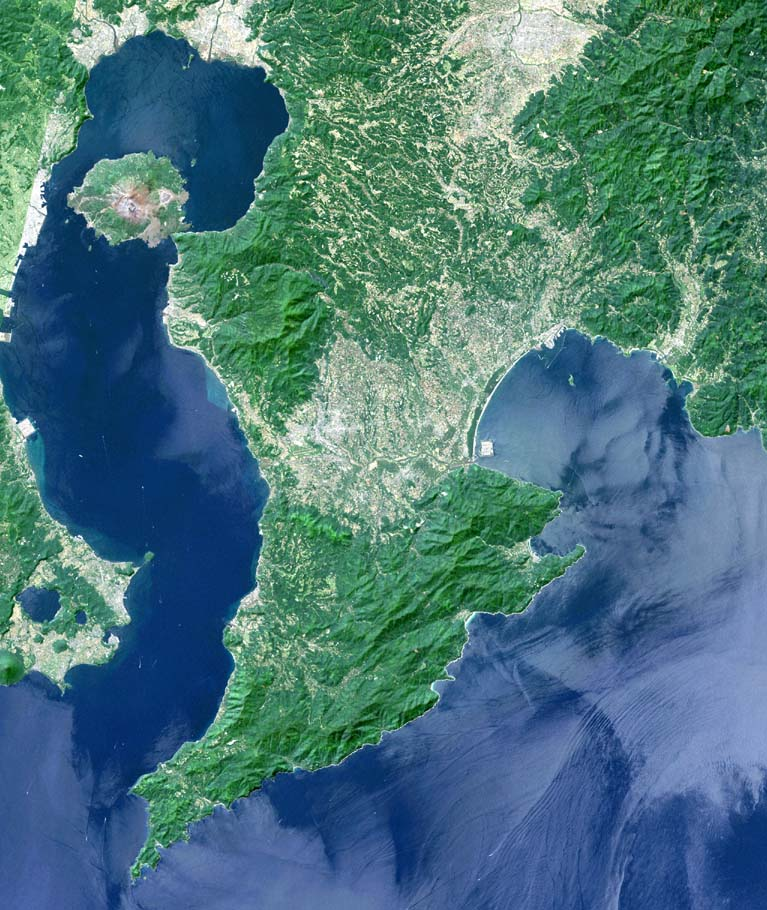
大隅半島のランドサット衛星写真。スペースシャトル標高データ使用。

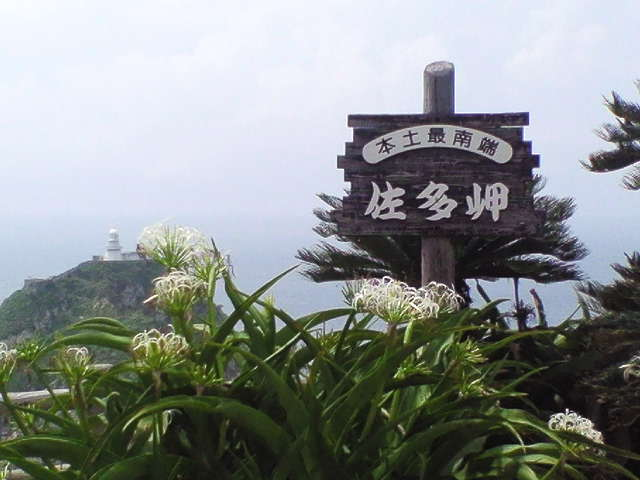
佐多岬は九州島の最南端でもある

大隅半島（おおすみはんとう）は、日本列島の九州南部に位置する半島。鹿児島湾（錦江湾）の東岸にあり、西岸には薩摩半島がある。両半島に挟まれた桜島は1914年（大正3年）の大正大噴火で大隅半島と陸続きになった。

## 概要

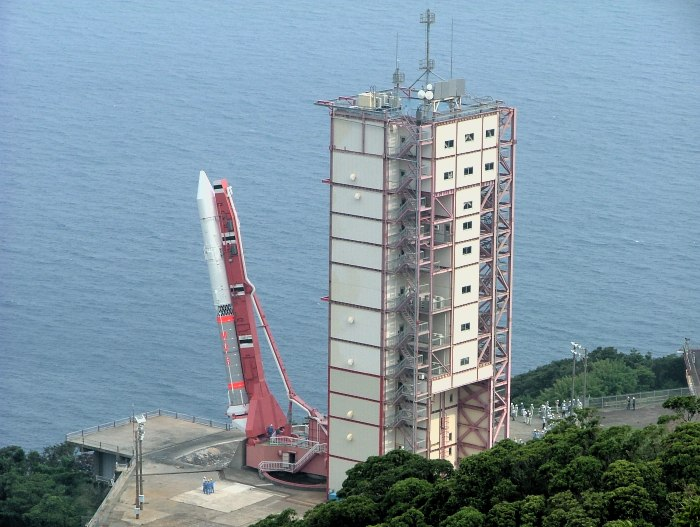
内之浦宇宙空間観測所

大隅地方は、行政区域としては鹿児島県のうち曽於地区と肝属地区の4市5町を指すのが一般的であるが、地形的にはそのうち曽於市の一部（旧末吉町・財部町）が除かれ、反対に霧島市の一部（旧福山町）が半島に属するものとされる。また、半島振興法の指定を受けている「大隅地域」としては、大隅地方の他に桜島全域と宮崎県の一部も属する。
「大隅」を「大隈」と表記するケースが多々見られるが、この表記は誤りである。ただし「隈」に「すみ」という読みは存在する。
半島の東部に位置する肝付町（旧・内之浦町）にはロケット発射場である内之浦宇宙空間観測所が所在している。1970年には日本初の人工衛星「おおすみ」（大隅半島にちなんで命名された）を搭載したL-4Sロケット5号機が打ち上げられた。

## 地理
半島振興法の指定を受けている地域の面積は2,540.96平方キロメートル (km2)。総面積の64%が森林で占められている。
薩摩半島とともに鹿児島湾（錦江湾）を囲み、東岸は太平洋（フィリピン海）に面する。南端は佐多岬で、国際海峡の大隅海峡をはさんで大隅諸島と対峙する。西岸には桜島が陸続きとなっている。また、東岸には、内之浦湾・志布志湾といった入り江がある。
高隈山地が半島の北西を、肝属山地（国見山系）が半島の南東を、鰐塚山地が半島の北東をそれぞれ走る。中央部には肝属川の沖積平野とシラス台地の笠野原台地を中心とする肝属平野や鹿屋丘陵といった低地が広がり、地形的には北に隣接する都城盆地と連続している。

### 人口
半島振興法の指定を受けている地域の人口は286,972人（2010年国勢調査）。1955年の466,128人から38.4%の減少となり、2015年現在は鹿屋市の一部(旧鹿屋市、串良町)、1950年に鹿児島市に編入された旧東桜島村を除く全市町が過疎地域に指定されている。

### 政治
衆議院小選挙区では霧島市、熊毛地区（種子島・屋久島・口永良部島）とともに鹿児島県第4区を構成する（2017年の区割り変更以前は、霧島市を除く地域で5区、1994年以前の中選挙区制下では3区を構成していた）。鹿児島県議会の選挙区では鹿屋市・垂水市、曽於市、志布志市・曽於郡、肝属郡の4つに分かれている。

### 産業
農業、特に畜産が盛ん。大隅半島に隣接する宮崎県都城市とともに、日本国内の代表的な生産拠点のひとつとして機能している。
商業は鹿屋市を中心とするが、鹿児島都市圏や都城都市圏への流出もみられる。

### 行政区域
半島振興法における「大隅地域」の範囲。
- 鹿児島県
  - 鹿児島市の一部（桜島）
  - 鹿屋市
  - 垂水市
  - 曽於市
  - 志布志市
  - 曽於郡大崎町
  - 肝属郡東串良町、肝付町、錦江町、南大隅町
- 宮崎県
  - 串間市
  - 日南市の一部（旧南郷町）

## 交通

### 鉄道

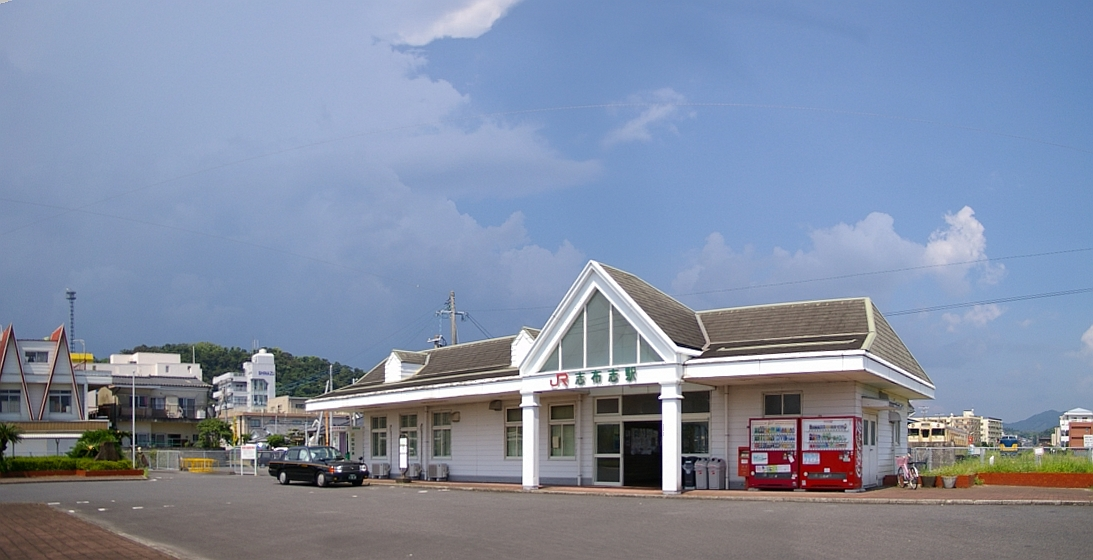
1987年3月までのターミナル駅であった志布志駅

志布志駅からJR日南線が宮崎市方面へ繋がり、また、曽於市財部町内をJR日豊本線が通過するが、大隅半島全体においてはそのほとんどが鉄道空白地域となっている。ただし、鹿屋市からは新幹線最寄駅となる鹿児島中央駅への直行バスが運行されている。
1987年3月までは志布志駅から大隅半島を横断し鹿児島湾沿いを北上する国鉄大隅線、志布志駅から都城方面へ向かう国鉄志布志線があった。このうち、大隅線の串良駅-古江駅間は1935年まで私鉄の大隅鉄道であった。

### バス

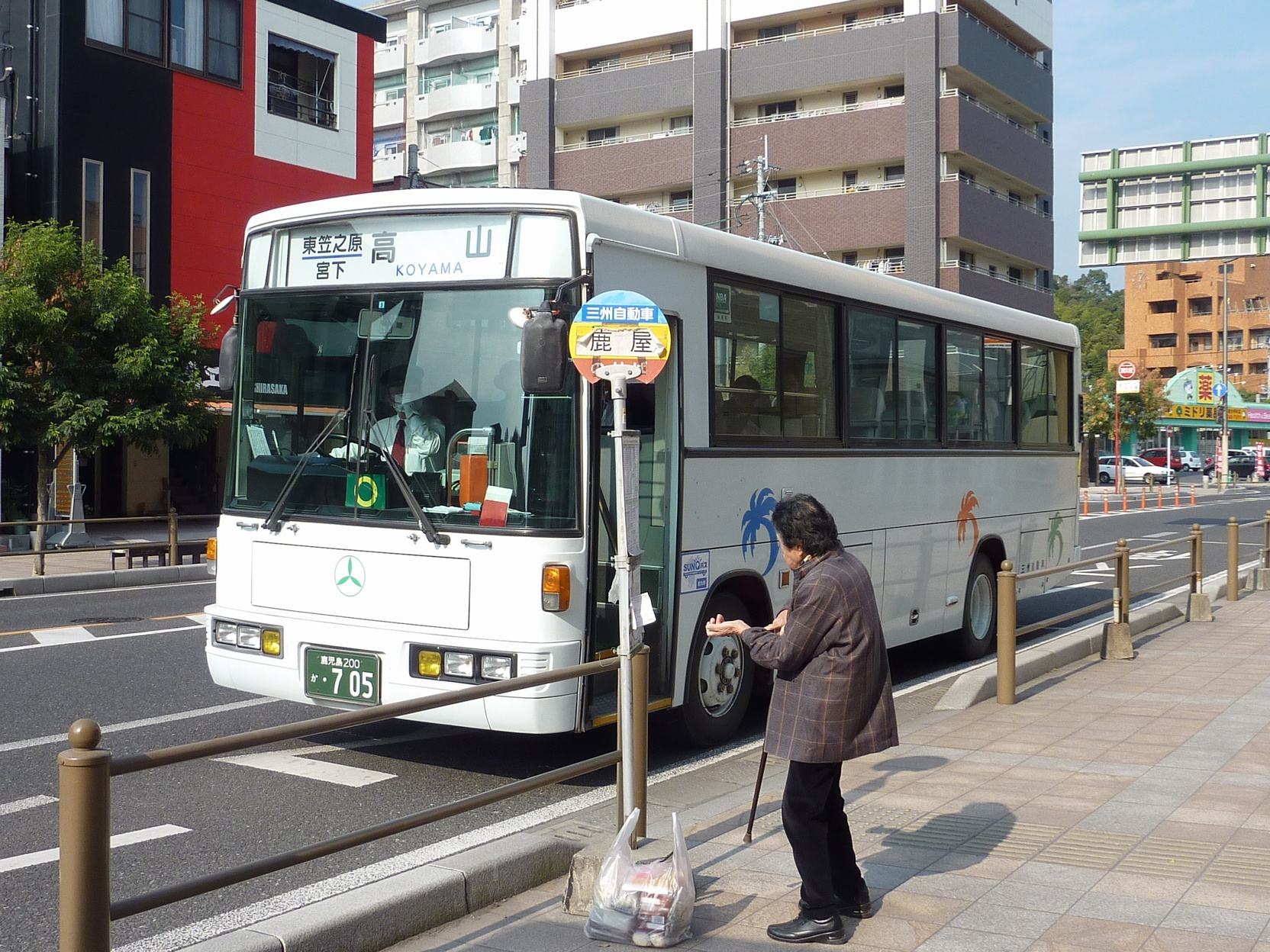
鹿児島交通の一般路線バス（撮影当時は三州自動車）

鹿児島県内はいわさきグループの鹿児島交通（過去には大隅交通ネットワークや三州自動車）が各地に路線を開設しているが、2006年11月の不採算路線の大幅廃止などで縮小傾向にある（廃止路線の一部は各自治体がコミュニティバスとして引き継いでいる）。拠点となるのは鹿屋市街地の「鹿屋」停留所（リナシティかのや内。バスセンターは2006年に解体）。鹿屋からは鹿児島空港・鹿児島中央駅行きの直行バスが運行されている。なお、桜島は鹿児島市交通局の路線も開設されている。
宮崎県内は宮崎交通が路線を開設しているが、鹿児島県内同様に路線は縮小傾向にあり、串間市内においてはコミュニティバス「よかバス」に転換されている。

### 船舶

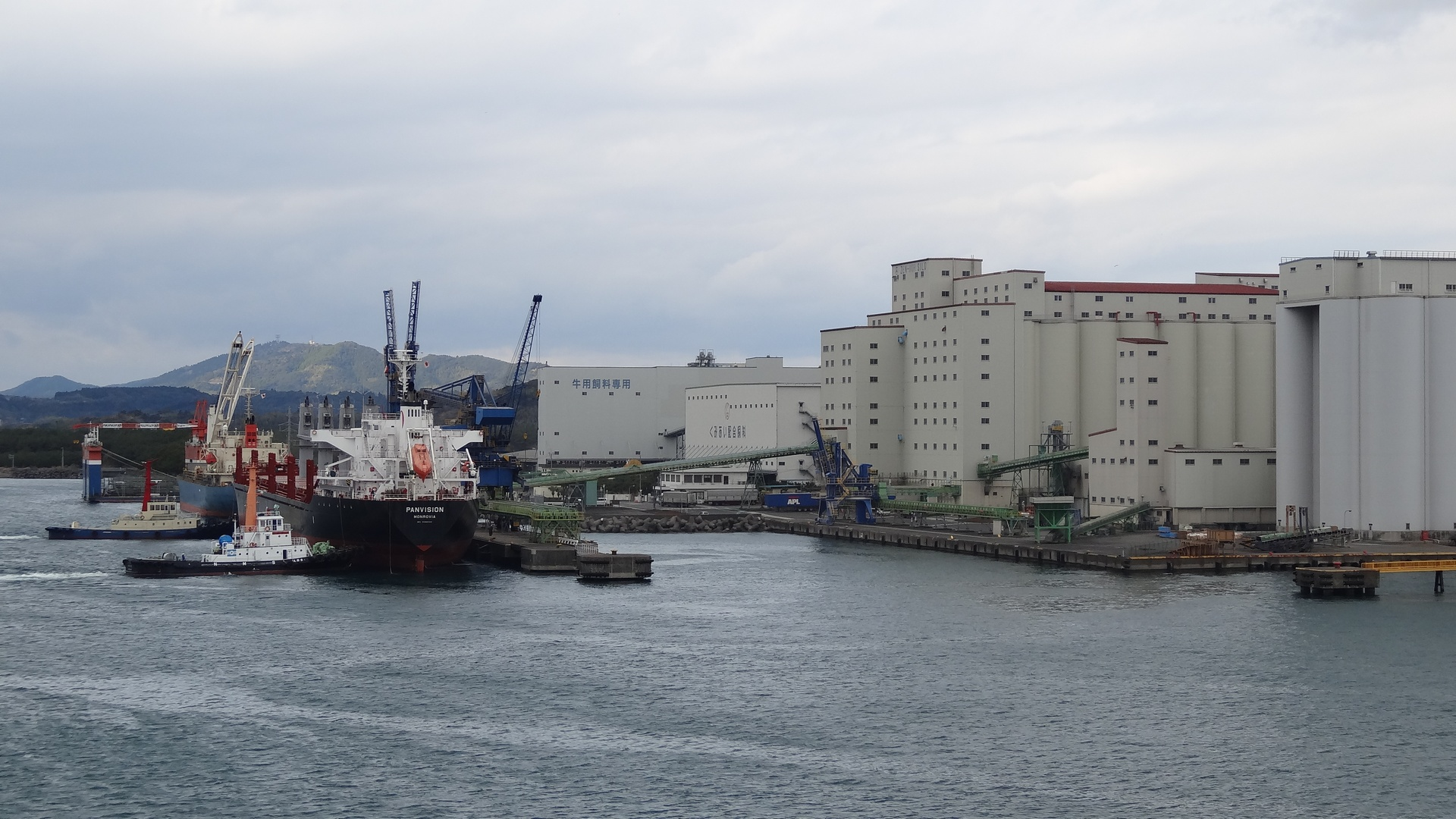
志布志港

貨物運搬は中核国際港湾である志布志港が、旅客運搬は志布志港と垂水港、桜島港が中心となる。
フェリー
長距離路線として志布志港から大阪方面へフェリーさんふらわあが運航している。また、県庁所在地である鹿児島市（薩摩半島側）へは陸路では大回りとなることから、『鴨池・垂水フェリー』（いわさきグループ）が垂水港から、『桜島フェリー』（鹿児島市船舶部）が桜島港からそれぞれ運航している。また、南大隅町の根占港と指宿市の山川港（薩摩半島南部）を結ぶ路線（山川・根占フェリーを参照）も運航されている。

### 道路

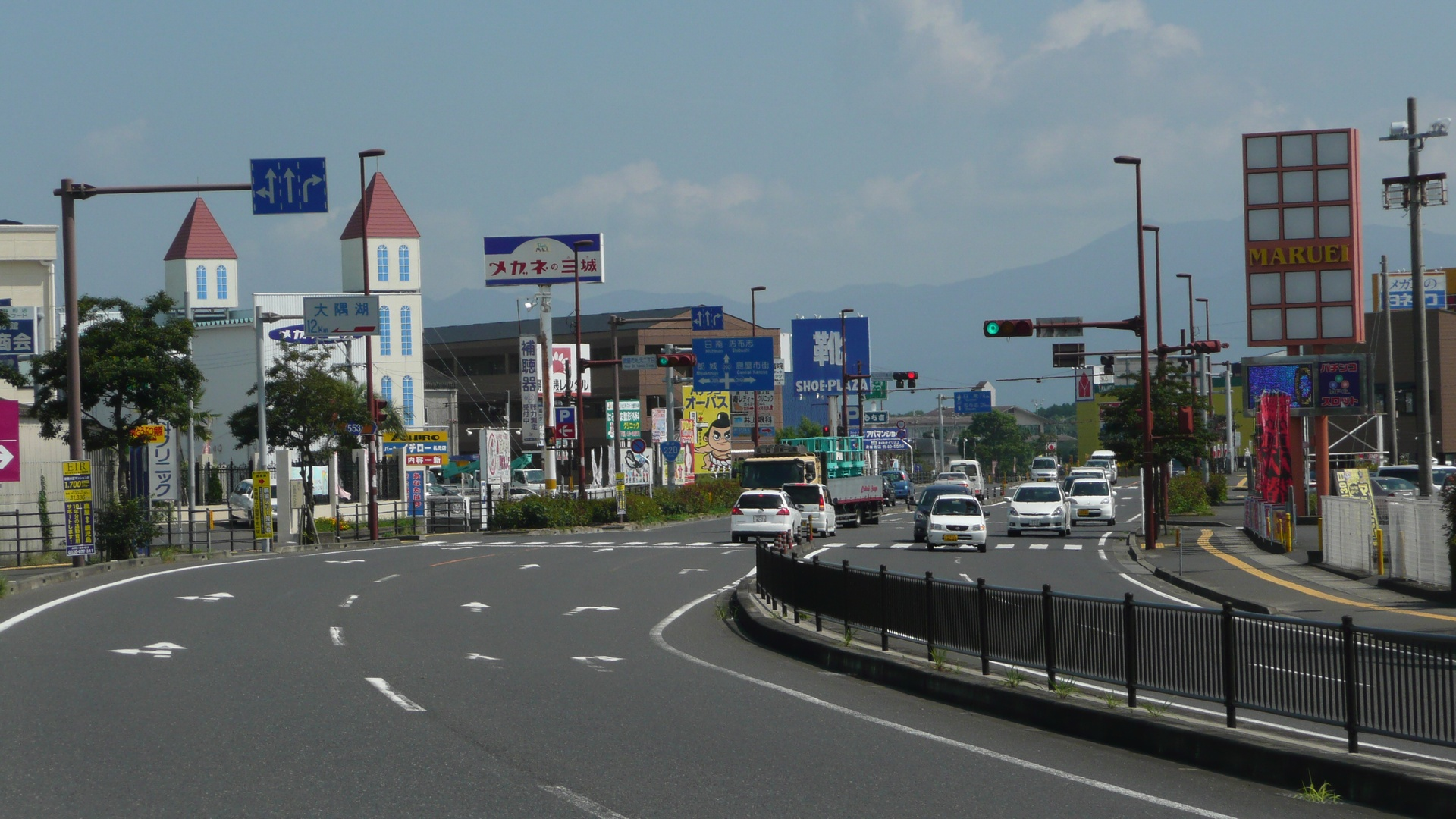
国道220号・鹿屋バイパス

高速道路は東九州自動車道（高速自動車国道）と都城志布志道路（地域高規格道路）が一部開通している。
東九州道は姶良市の加治木JCTから志布志市の志布志ICまでが開通しており、串間方面は国道220号のバイパス道路（日南・志布志道路、油津・夏井道路を参照）として建設中である。大隅半島内の末吉財部IC以南は新直轄方式で整備されたため無料で通行可能である。東九州道の鹿屋串良JCTからは大隅縦貫道が南下しており、鹿屋市街の笠之原IC（国道220号交点）まで開通している。都城志布志道路は都城市の横市ICから志布志市の志布志IC間が開通済みである。
一般国道は、志布志市から大隅半島を横断し鹿児島湾沿いを北上する国道220号、南大隅町から鹿屋市を経由し都城市へ北上する国道269号、錦江町を横断し志布志湾沿岸を周回する国道448号、鹿屋市 - 鹿児島空港間を最短距離で結ぶ国道504号の4本がある。このうち国が管理する国道（指定区間）は国道220号のみである。この他に桜島の南側を通る国道224号、曽於市を通過する国道10号がある。
その他の主な道路には、鹿屋市以南を縦断する主要地方道鹿屋吾平佐多線（県道68号）、佐多岬に至る佐多岬ロードパーク（南大隅町道）がある。

## マスメディア
大隅半島を対象とする新聞に南九州新聞、ラジオ局（コミュニティFM）におおすみ半島コミュニティ放送ネットワーク（FMかのや・FMきもつき・FM志布志）がある。
県域規模で展開しているマスメディアについては鹿児島県#マスメディアまたは宮崎県#マスメディアを参照。地上波放送については宮崎県側で鹿児島県側の放送を、あるいは鹿児島県側で宮崎県側の放送も視聴・聴取できる地域が少なくない。特に宮崎県側のラジオ放送は鹿児島県側全域を公式にカバーしている。